# Anduril Industries
Anduril Industries — американская компания в сфере военно-промышленного комплекса. Фокусируется на создании автономных боевых систем, робототехнике, кибербезопасности, искусственном интеллекте, а также на разработке программного и аппаратного обеспечения для обороны. Штаб-квартира располагается в Коста-Меса, штат Калифорния. Основателем компании является Палмер Лаки, который также известен как разработчик очков виртуальной реальности Oculus Rift. 
В начале 2025 года агентство Bloomberg отвела компании Anduril Industries первую строчку в рейтинге «10 стартапов в сфере оборонных технологий, за которыми стоит следить в 2025 году».

## Руководство
Основным идеологом и учредителем компании является Палмер Лаки, который активно поддерживал Дональда Трампа во время предвыборной кампании 2024 года. Брайан Шимпф — соучредитель и генеральный директор. Кристиан Броуз — директор по стратегическому развитию.

## История
Anduril Industries была основана в 2017 году. Палмер Лаки, американский ИТ-бизнесмен и создатель компании, ставил перед собой задачу разработки автономных вооруженных систем с использованием искусственного интеллекта, отличительной чертой которых должны были стать доступность и массовость.
В 2022 году Anduril Industries приобрела компанию Dive Technologies из Бостона, которая работает в области автономных подводных аппаратов с флагманской разработкой — DIVE-LD.
В 2023 году компания заключила контракт с Командованием специальных операций США на разработку противодронного аппаратного обеспечения, включая создание ракетных двигателей для легких летательных аппаратов. В этом же году Anduril представила барражирующий боеприпас Roadrunner, оборудованный двумя реактивным двигателями и способный развивать скорость до 1120 километров в час. Эти дроны предназначены для перехвата и уничтожения вражеских летательных аппаратов.
В мае 2024 года компания представила семейство модульных многофункциональных систем радиоэлектронной борьбы Pulsar с применением технологий ИИ, способных эффективно идентифицировать и нейтрализовать беспилотные летательные аппараты. 
В октябре 2024 года были анонсированы два новых военных дрона Bolt и Bolt-M с элементами ИИ предназначенных для разведки и наблюдения с возможностью нести боеприпас весом до 1,4 килограмма.
В сентябре 2024 года компания представила дозвуковые крылатые ракеты Barracuda, способные поражать как статические, так и движущиеся цели (самая тяжелая ракета Barracuda-500 имеет массу боевой части до 45 килограммов и дальность полета 926 километров). 
В декабре 2024 года компания заключила соглашение с разработчиком программного обеспечения Palantir Technologies для совместной работы над новой системой контроля поля боя.
В январе 2025 года Министерство обороны США подписало контракт с Anduril Industries на сумму 14,3 миллиона долларов для увеличения производства твердотопливных ракетных двигателей. В том же месяце руководство компании объявило о создании высокотехнологичного завода в Колумбусе (Огайо) для производства различных видов вооружения для вооружённых сил США, в первую очередь беспилотных аппаратов для разведки и боевых действий в воздухе, на суше и на море.
В феврале 2025 года стало известно, что Anduril получит управление производством интегрированных систем визуального дополнения (IVAS) от Microsoft. Компания будет отвечать за выпуск продукции, модернизацию оборудования и программного обеспечения, а также за соблюдение сроков поставок. В армии США IVAS известны как «пехотные очки», которые предоставляют солдатам разнообразные функции — от ночного видения до отслеживания воздушных целей.

## Продукция
Altius
Altius (от англ. Agile Launched, Tactically-Integrated Unmanned System) — серия беспилотных летательных аппаратов с фиксированным крылом, запускаемых из трубы, разработанных Area-I, дочерней компанией из Атланты, которую Anduril приобрела в апреле 2021 года. Altius 600 несёт полезную нагрузку на носу. 
Anvil
Аппаратная платформа для перехвата дронов. 
Barracuda
Дозвуковые крылатые ракеты, способные поражать как статические, так и движущиеся цели (самая тяжелая ракета Barracuda-500 имеет массу боевой части до 45 килограммов и дальность полета 926 километров).  
Bolt/Bolt-M
Военные дроны с элементами ИИ: Bolt первый предназначен для разведки и наблюдения, а Bolt-M имеет модульную систему полезной нагрузки и способен нести боеприпас весом до 1,4 килограмма. 
Dive-LD
Автономный необитаемый подводный аппарат способный работать на различной глубине. 
Dust
Небольшой (1,8 кг) наземный датчик, предназначенный для обнаружения людей и объектов в зонах с ограниченной прямой видимостью, например, в небольших коридорах, которые не могут наблюдать близлежащие сторожевые вышки. Dust питается от бортовой батареи, обеспечивающей два месяца работы, или от внешней солнечной панели. 
Fury
Дальнобойный, дозвуковой, малозаметный военный беспилотник с размахом крыльев 5,2 м, подходящий для наблюдения и боя. 
Ghost
БПЛА, как сообщается, имеет тихую акустическую систему и способность избегать обнаружения. 
Ghost Shark
Ghost Shark это серия крупных малозаметных безэкипажных подводных аппаратов большой дальности. 
Lattice
Операционная система Lattice использует ИИ для управления дронами, камерами наблюдения, подводными аппаратами в режиме, максимально близком к автономному, то есть почти без участия человека. 
Roadrunner
Барражирующий боеприпас, оборудованный двумя реактивным двигателями и способный развивать скорость до 1120 километров в час. Эти дроны предназначены для перехвата и уничтожения вражеских летательных аппаратов. 
Sentry Tower
Автономная вышка со встроенным искусственным интеллектом, которая способная обнаруживать и отслеживать объекты на дальние расстояния. 
Sentry (пожарная машина)
Sentry был предложен как автономная пожарная машина, с возможностью переоборудования в транспортер для перевозки воды. 